# ConceptDraw MINDMAP
ConceptDraw MINDMAP — проприетарное программное обеспечение для создания и работы с интеллект-картами, разработанное компанией CS Odessa для операционных систем Microsoft Windows и Apple macOS. Программа реализует технологию визуального мышления, изобретенную английским психологом Тони Бьюзеном.
Применяется для визуализации результатов сеансов мозгового штурма, планирования и упорядочивания информации в формате карт ума, а также наглядного представления информации в виде презентаций. 
Взаимная интеграция приложений в составе пакета ConceptDraw Office позволяет осуществлять экспорт и импорт данных между форматами интеллект-карт ConceptDraw Mindmap, проектных файлов ConceptDraw PROJECT и диаграмм ConceptDraw DIAGRAM. Поддерживается импорт из форматов OPML и TXT, файлов Microsoft Project, Microsoft Excel и Mindjet MindManager; экспорт возможен в Microsoft Project и PowerPoint, а также Adobe PDF, HTML и различные графические форматы. Реализована поддержка API Twitter и Evernote. Начиная с версии 9 реализовано взаимодействие с Microsoft Outlook и Microsoft OneNote.

## Форматы файлов
- CDMZ - ConceptDraw MINDMAP документ
- CDMM - Документ ConceptDraw MINDMAP версий 1-5
- CDMTZ - Шаблон документа ConceptDraw MINDMAP